# Milana Schukal
Milana Schukal (ukrainisch Мілана Шукаль, wiss. Transliteration Milana Šukalʹ, engl. Transkription Milana Shukal; * 16. August 2001 in Uschhorod, Ukraine) ist eine ukrainische Handballspielerin, die für die ukrainische Nationalmannschaft aufläuft.

## Karriere

### Im Verein
Schukal begann das Handballspielen im Alter von neun Jahren bei SDJuSchOR Uschhorod. Später schloss sich die Linkshänderin dem Verein HK Karpaty Uschhorod an, bei dem sie im Jahr 2017 ihr Erstligadebüt gab. Mit Karpaty Uschhorod wurde sie in den Jahren 2017, 2018, 2019, 2021 und 2023 ukrainische Vizemeisterin. Nach dem Beginn des russischen Überfalls auf die Ukraine trainierte sie zwischenzeitig beim ungarischen Verein Szombathelyi KKA mit. Im Sommer 2023 schloss sie sich dem ukrainischen Verein HK Halytschanka Lwiw an. Mit Halytschanka gewann sie 2024 sowohl die ukrainische Meisterschaft als auch den ukrainischen Pokal.

### In Auswahlmannschaften
Schukal nahm mit der ukrainischen Juniorinnen-Beachnationalmannschaft an der Beachhandball-Junioreneuropameisterschaft 2016 teil, welche die Ukraine auf dem letzten Platz abschloss. Schukal erzielte im Turnierverlauf 23 Punkte. Bei der im folgenden Jahr ausgetragenen Beachhandball-Junioreneuropameisterschaft belegte die Ukraine den neunten Platz von zwölf Mannschaften, wobei Schukal 57 Punkte beitrug. Im selben Jahr nahm sie mit der ukrainischen Jugendauswahl an der EHF U-17-Championship teil, einem Wettbewerb für Nationalmannschaften, die sich nicht für die U-17-Europameisterschaft qualifizieren konnten. Schukal erhielt bei dieser Veranstaltung die Auszeichnung als beste Außenspielerin. 2019 belegte sie mit der Ukraine den dritten Platz bei der EHF U-19-Championship. Schukal belegte mit 26 Treffern den elften Platz in der Torschützenliste des Turniers. Mit der Ukraine nahm sie an der Weltmeisterschaft 2023 teil und schloss das Turnier auf dem 23. Platz ab. Schukal erzielte im Turnierverlauf 18 Treffer.